# Cinnamomum
Cinnamomum is een geslacht van groenblijvende aromatische bomen en struiken uit de laurierfamilie (Lauraceae). De soorten uit het geslacht bevatten aromatische oliën in hun bladeren en schors. Het geslacht telt ongeveer tweehonderddertig soorten die voorkomen in de (sub)tropische regio's van Azië, Oceanië en Australazië. Een aantal soorten uit het geslacht zijn van economisch belang, waaronder de kaneelboom (Cinnamomum verum).

## Soorten
- Cinnamomum agasthyamalayanum Robi, Sujanapal & Udayan
- Cinnamomum alibertii Lukman.
- Cinnamomum altissimum Kosterm.
- Cinnamomum anacardium Kosterm.
- Cinnamomum andersonii Lukman.
- Cinnamomum angustifolium Lukman.
- Cinnamomum angustitepalum Kosterm.
- Cinnamomum appelianum Schewe
- Cinnamomum archboldianum C.K.Allen
- Cinnamomum arfakense Kosterm.
- Cinnamomum aromaticum Nees
- Cinnamomum asomicum S.C.Nath & Baruah
- Cinnamomum assamicum Lukman.
- Cinnamomum aubletii Lukman.
- Cinnamomum aureofulvum Gamble
- Cinnamomum auricolor Kosterm. ex Dao
- Cinnamomum austrosinense H.T.Chang
- Cinnamomum austroyunnanense H.W.Li
- Cinnamomum baileyanum (F.Muell. ex F.M.Bailey) Francis
- Cinnamomum balansae Lecomte
- Cinnamomum bamoense Lukman.
- Cinnamomum beccarii Lukman.
- Cinnamomum bejolghota (Buch.-Ham.) Sweet
- Cinnamomum bhaskarii M.Gangop.
- Cinnamomum birmanicum Kosterm.
- Cinnamomum bishnupadae M.Gangop.
- Cinnamomum blumei Lukman.
- Cinnamomum bokorense Tagane & Yahara
- Cinnamomum bonii Lecomte
- Cinnamomum burmannii (Nees & T.Nees) Blume
- Cinnamomum calciphilum Kosterm.
- Cinnamomum cambodianum Lecomte
- Cinnamomum capparu-coronde Blume
- Cinnamomum carrierei Lukman.
- Cinnamomum caryophyllus (Lour.) S.Moore
- Cinnamomum cebuense Kosterm.
- Cinnamomum celebicum Miq.
- Cinnamomum chago B.S.Sun & H.L.Zhao
- Cinnamomum champokianum Baruah & S.C.Nath
- Cinnamomum chantinii Lukman.
- Cinnamomum chekiangense Nakai
- Cinnamomum chemungianum M.Mohanan & A.N.Henry
- Cinnamomum chingchuanium S.S.Ying
- Cinnamomum citriodorum Thwaites
- Cinnamomum clemensii C.K.Allen
- Cinnamomum contractum H.W.Li
- Cinnamomum cordatum Kosterm.
- Cinnamomum corneri Kosterm.
- Cinnamomum crassinervium Miq.
- Cinnamomum crenulicupulum Kosterm.
- Cinnamomum crispalum Kosterm. ex H.H.Pham
- Cinnamomum cubittii Ormerod
- Cinnamomum culilawan (L.) J.Presl
- Cinnamomum cupulatum Kosterm.
- Cinnamomum curvifolium (Lour.) Nees
- Cinnamomum cuspidatum Miq.
- Cinnamomum damhaense Kosterm. ex Dao
- Cinnamomum daphnoides Siebold & Zucc.
- Cinnamomum decaisnei Lukman.
- Cinnamomum decourtilzii Lukman.
- Cinnamomum degeneri C.K.Allen
- Cinnamomum deschampsii Gamble
- Cinnamomum dimorphandrum Yahara & Tagane
- Cinnamomum doederleinii Engl.
- Cinnamomum dubium Nees
- Cinnamomum durifolium Kosterm. ex H.H.Pham
- Cinnamomum ebaloi Kosterm.
- Cinnamomum ellipticifolium Kosterm.
- Cinnamomum englerianum Schewe
- Cinnamomum eugenoliferum Kosterm.
- Cinnamomum filipedicellatum Kosterm.
- Cinnamomum fitianum (Meisn.) A.C.Sm.
- Cinnamomum frodinii Kosterm.
- Cinnamomum gamblei Geethakum., Deepu & Pandur.
- Cinnamomum gaudichaudii Lukman.
- Cinnamomum glauciphyllum Kosterm.
- Cinnamomum goaense Kosterm.
- Cinnamomum gracillimum Kosterm.
- Cinnamomum grandiflorum Kosterm.
- Cinnamomum guizhouense C.Y.Deng, Zhi Yang & Y.Yang
- Cinnamomum helferi Lukman.
- Cinnamomum heyneanum Nees
- Cinnamomum hkinlumense Kosterm.
- Cinnamomum hookeri Lukman.
- Cinnamomum impressinervium Meisn.
- Cinnamomum inconspicuum Kosterm. ex de Kok
- Cinnamomum iners (Reinw. ex Nees & T.Nees) Blume
- Cinnamomum insularimontanum Hayata
- Cinnamomum javanicum Blume
- Cinnamomum jensenianum Hand.-Mazz.
- Cinnamomum kalbaricum Doweld
- Cinnamomum kami Kosterm.
- Cinnamomum keralaense Kosterm.
- Cinnamomum kerangas Kosterm.
- Cinnamomum kerrii Kosterm.
- Cinnamomum kinabaluense Heine
- Cinnamomum kingdon-wardii Kosterm.
- Cinnamomum kostermansii de Kok
- Cinnamomum kotoense Kaneh. & Sasaki
- Cinnamomum kunstleri Ridl.
- Cinnamomum kwangtungense Merr.
- Cinnamomum lanaoense Kosterm.
- Cinnamomum lanuginosum Kosterm.
- Cinnamomum laubatii F.Muell.
- Cinnamomum lawang Kosterm.
- Cinnamomum ledermannii Schewe
- Cinnamomum liangii C.K.Allen
- Cinnamomum ligneum Lukman.
- Cinnamomum lineatum Kosterm.
- Cinnamomum lioui C.K.Allen
- Cinnamomum litsaeifolium Thwaites
- Cinnamomum loheri Merr.
- Cinnamomum lohitensis M.Gangop.
- Cinnamomum longepetiolatum Kosterm. ex H.H.Pham
- Cinnamomum longipedicellatum Kosterm.
- Cinnamomum longipetiolatum H.W.Li
- Cinnamomum loureiroi Nees
- Cinnamomum lucens Miq.
- Cinnamomum mabberleyi de Kok
- Cinnamomum macrocarpum Hook.f.
- Cinnamomum macrophyllum Miq.
- Cinnamomum magnificum Kosterm. ex H.H.Pham
- Cinnamomum mairei H.Lév.
- Cinnamomum malabatrum (Burm.f.) J.Presl
- Cinnamomum melastomaceum Kosterm. ex H.H.Pham
- Cinnamomum melliodorum Kosterm.
- Cinnamomum mendozae Kosterm.
- Cinnamomum mercadoi S.Vidal
- Cinnamomum microphyllum Ridl.
- Cinnamomum mohanense Gangapr., S.P.Mathew & R.Jagad.
- Cinnamomum mollissimum Hook.f.
- Cinnamomum myrianthum Merr.
- Cinnamomum nalingway Kosterm.
- Cinnamomum nanophyllum Kosterm.
- Cinnamomum neesii Lukman.
- Cinnamomum nilagiricum Geethakum., Pandur. & Deepu
- Cinnamomum novae-britanniae Kosterm.
- Cinnamomum oblongum Kosterm.
- Cinnamomum obscurum Meisn.
- Cinnamomum oliveri F.M.Bailey
- Cinnamomum osmophloeum Kaneh.
- Cinnamomum ovalauense Kosterm.
- Cinnamomum ovalifolium Wight
- Cinnamomum pachypes Kosterm.
- Cinnamomum pachyphyllum Kosterm.
- Cinnamomum paiei Kosterm.
- Cinnamomum pallidum Gillespie
- Cinnamomum panayense Kosterm.
- Cinnamomum paraneuron Miq.
- Cinnamomum pedatinervium Meisn.
- Cinnamomum pendulum Cammerl.
- Cinnamomum percoriaceum Kosterm.
- Cinnamomum perglabrum Kosterm.
- Cinnamomum perrottetii Meisn.
- Cinnamomum petelotii Kosterm. ex de Kok
- Cinnamomum petiolatum Kosterm.
- Cinnamomum pilosum Cammerl.
- Cinnamomum pingbienense H.W.Li
- Cinnamomum piniodorum Schewe
- Cinnamomum pittosporoides Hand.-Mazz.
- Cinnamomum podagricum Kosterm.
- Cinnamomum polderi Kosterm.
- Cinnamomum politum Miq.
- Cinnamomum polyadelphum (Lour.) Kosterm.
- Cinnamomum porphyrospermum Kosterm.
- Cinnamomum propinquum F.M.Bailey
- Cinnamomum pseudopedunculatum Hayata
- Cinnamomum puberulum Ridl.
- Cinnamomum racemosum Kosterm.
- Cinnamomum reticulatum Hayata
- Cinnamomum rhynchophyllum Miq.
- Cinnamomum rigidifolium Kosterm. ex H.H.Pham
- Cinnamomum rigidissimum H.T.Chang
- Cinnamomum rigidum Gillespie
- Cinnamomum riparium Gamble
- 'Cinnamomum rivulorum Kosterm.
- Cinnamomum rosiflorum Kosterm.
- Cinnamomum rosselianum Kosterm.
- Cinnamomum rumphii Lukman.
- Cinnamomum rupestre Kosterm.
- Cinnamomum sancti-caroli Kosterm.
- Cinnamomum sandkuhlii Merr.
- Cinnamomum sanjappae M.Gangop.
- Cinnamomum saxatile H.W.Li
- Cinnamomum scalarinervium Kosterm. ex Dao
- Cinnamomum scortechinii Gamble
- Cinnamomum selangorense (Ridl.) de Kok
- Cinnamomum sericans Hance
- Cinnamomum sessilifolium Kaneh.
- Cinnamomum siamense Craib
- Cinnamomum sieboldii Meisn.
- Cinnamomum sinharajaense Kosterm.
- Cinnamomum sintoc Blume
- Cinnamomum sleumeri Kosterm.
- Cinnamomum solomonense C.K.Allen
- Cinnamomum splendens Kosterm.
- Cinnamomum spurium Blume ex Lukman.
- Cinnamomum subaveniopsis Kosterm.
- Cinnamomum subavenium Miq.
- Cinnamomum sublanuginosum Kosterm.
- Cinnamomum subpenninervium Kosterm. ex H.H.Pham
- Cinnamomum subsericeum Kosterm.
- Cinnamomum subtetrapterum Miq.
- Cinnamomum sulavesianum Kosterm.
- Cinnamomum sulphuratum Nees
- Cinnamomum sumatranum Meisn.
- Cinnamomum suvrae M.Gangop.
- Cinnamomum szechuanense Yen C.Yang
- Cinnamomum tahijanum Kosterm.
- Cinnamomum talawaense Kosterm.
- Cinnamomum tamala (Buch.-Ham.) T.Nees & C.H.Eberm.
- Cinnamomum tavoyanum Meisn.
- Cinnamomum tazia (Buch.-Ham.) Kosterm. ex M.Gangop.
- Cinnamomum tetragonum A.Chev.
- Cinnamomum thailandicum (Kosterm.) de Kok
- Cinnamomum travancoricum Gamble
- Cinnamomum trichophyllum Quisumb. & Merr.
- Cinnamomum trinervatum Yen C.Yang
- Cinnamomum trintaense Kosterm.
- Cinnamomum tsangii Merr.
- Cinnamomum tsoi C.K.Allen
- Cinnamomum utile Kosterm.
- Cinnamomum vacciniifolium Kosterm.
- Cinnamomum validinerve Hance
- Cinnamomum verum J.Presl
- Cinnamomum villosulum S.Lee & F.N.Wei
- Cinnamomum vimineum Nees
- Cinnamomum virens R.T.Baker
- Cinnamomum vitiense Kosterm.
- Cinnamomum walaiwarense Kosterm.
- Cinnamomum wightii Meisn.
- Cinnamomum wilsonii Gamble
- Cinnamomum woulfei Kosterm.
- Cinnamomum xanthoneurum Blume

## Hybriden
- Cinnamomum × durifruticeticola Hatus.

... · 
Apollonias · 
Beilschmiedia · 
Cinnamomum · 
Laurus · 
Ocotea · 
Persea · 
Ravensara · 
Sassafras · 
...